# Ketawangrejo
Ketawangrejo is een bestuurslaag in het regentschap Purworejo van de provincie Midden-Java, Indonesië. Ketawangrejo telt 3616 inwoners (volkstelling 2010).